# Lindsay (Nebraska)
Lindsay es una villa ubicada en el condado de Platte en el estado estadounidense de Nebraska. En el Censo de 2010 tenía una población de 255 habitantes y una densidad poblacional de 286,21 personas por km².

## Geografía
Lindsay se encuentra ubicada en las coordenadas 41°42′2″N 97°41′39″O / 41.70056, -97.69417. Según la Oficina del Censo de los Estados Unidos, Lindsay tiene una superficie total de 0.89 km², de la cual 0.89 km² corresponden a tierra firme y (0.58%) 0.01 km² es agua.

## Demografía
Según el censo de 2010, había 255 personas residiendo en Lindsay. La densidad de población era de 286,21 hab./km². De los 255 habitantes, Lindsay estaba compuesto por el 98.04% blancos, el 0% eran afroamericanos, el 0% eran amerindios, el 0% eran asiáticos, el 0% eran isleños del Pacífico, el 1.18% eran de otras razas y el 0.78% pertenecían a dos o más razas. Del total de la población el 1.57% eran hispanos o latinos de cualquier raza.